# Viticulture en Iran

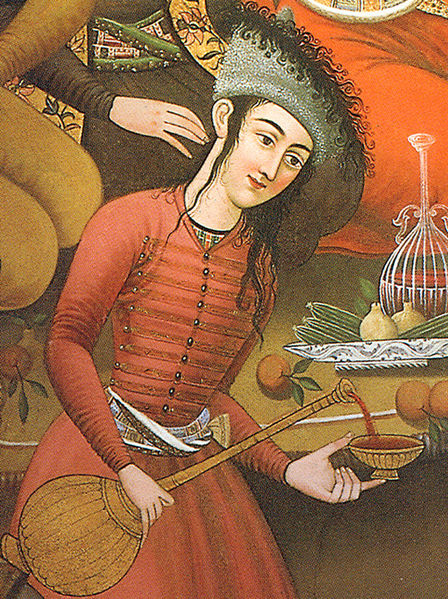
Une femme perse versant du vin durant la période séfévide, mur peint du palais de Chehel Sotoun (Ispahan)

La viticulture en Iran remonte à la plus haute Antiquité et a été un élément majeur de la culture iranienne. La tradition vinicole a perduré malgré les restrictions gouvernementales actuelles, mais le vignoble destiné à la production de raisin de table est très développé.

## Histoire
On admet généralement que la vinification existe depuis plusieurs millénaires. En l'état actuel de nos connaissances, l'une des premières vinifications attestées a été découverte en Iran, au nord des monts du Zagros. C'est André Tchernia, archéologue et l'un des meilleurs spécialistes des vins de l'Antiquité, qui rapporte : 
« Les restes d'un résidu jaunâtre déposés sur la paroi d'une jarre néolithique, vieille de 7 000 ans, trouvée au Hajji Firuz Tepe, en Iran, se seraient révélés être un mélange d'acide tartrique et de résine. Il y aurait là, du même coup, le vin et le procédé de vinification les plus anciennement attestés »

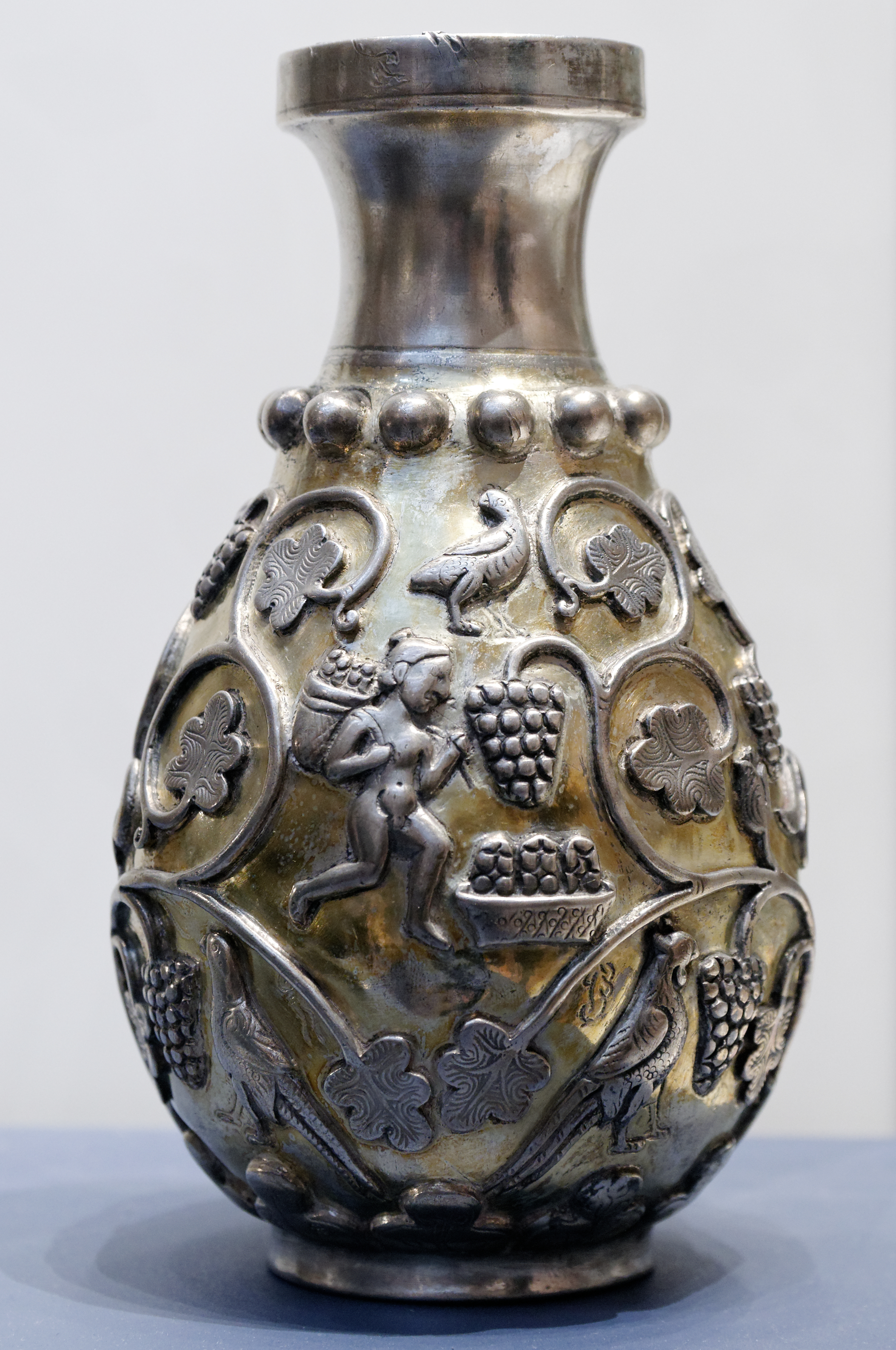
Vase d'argent avec scène de vendange, Empire sassanide
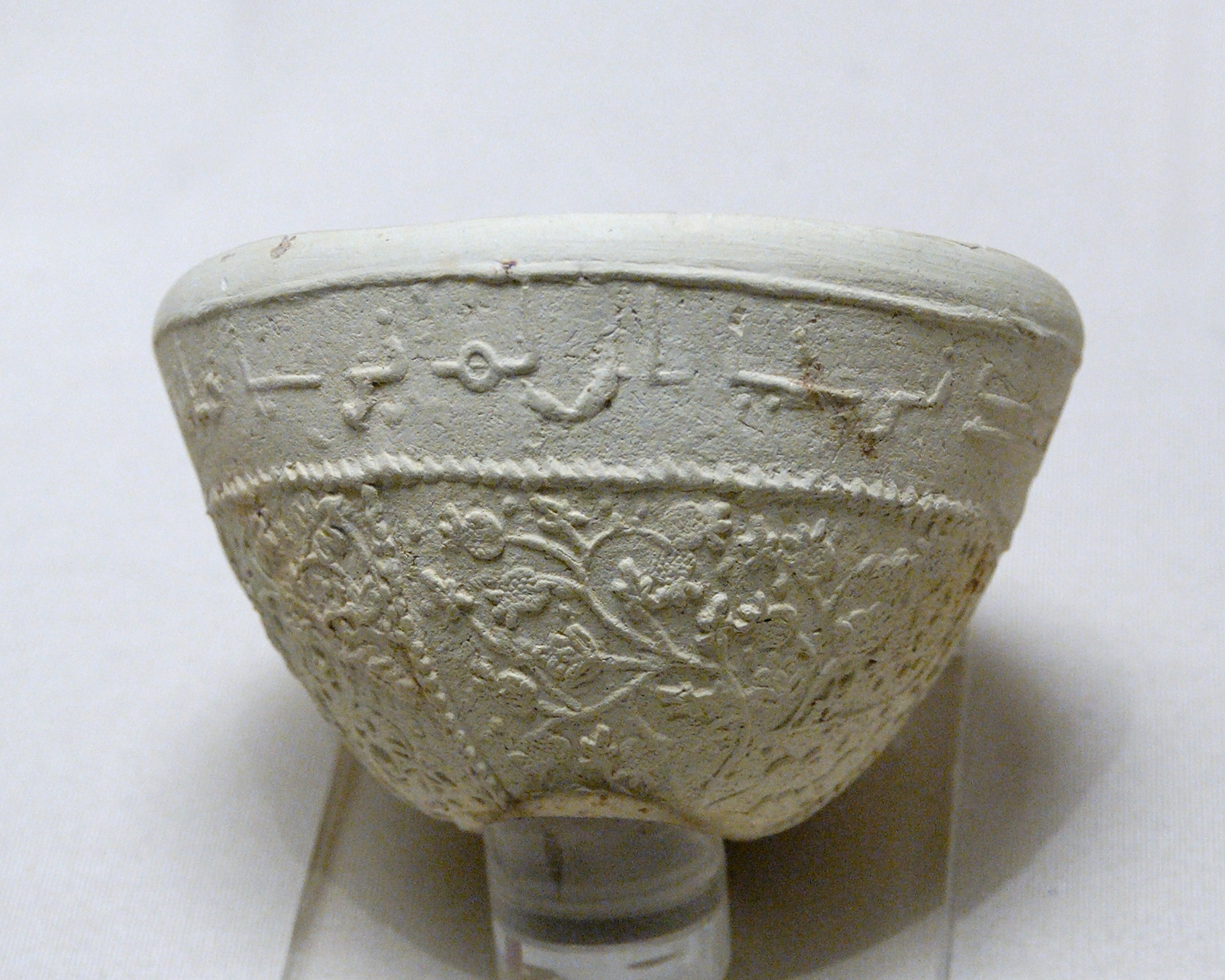
Coupe à vin, (VIIe / VIIIe siècle. Site de Suse

Cette technique consistait à mêler de la résine de thérébinthe au vin pour l'empêcher d'aigrir. Pour Philippe Marinval, chargé de recherche au Centre d'anthropologie de Toulouse, la preuve est faite que les hommes du Néolithique buvaient du vin.

## Régions productrices
Les plus grandes régions productrices de vin en Iran sont Qazvin, Orumiyeh, Shiraz et dans une moindre mesure, la province d'Esfahan.

## Types de vin
Le vin rouge est la variété la plus courante et la plus populaire, le vin blanc étant aussi dominant au nord. Les producteurs de vin sont souvent, mais pas tout le temps de culture arménienne ou zoroastrienne, puisque les minorités non-musulmanes sont autorisées à produire du vin (et d'autres boissons alcoolisées) pour leur propre usage. Bien qu'il soit illégal pour eux de vendre du vin à d'autres Iraniens (et aux visiteurs étrangers), la règle n'est généralement pas suivie et on peut trouver du vin partout où il est produit et distribué dans le pays. Les producteurs de vins arméniens d'Orumieh et d'Ispahan sont particulièrement connus pour leurs vins rouges pétillants et doux.

## Climatologie
Chiraz bénéficie d'un climat continental semi-aride avec 16,6 °C de moyenne annuelle et des précipitations annuelles qui s'élèvent à seulement 305 mm. L'hiver est assez pluvieux, le mois le plus arrosé étant janvier avec 79,8 mm de hauteur de pluie. Par contre en été Chiraz ne reçoit pas la moindre goutte de pluie. Les températures estivales peuvent être torrides alors qu'en hiver le gel est possible.
| Mois                              | jan. | fév. | mars | avril | mai  | juin | jui. | août | sep. | oct. | nov. | déc. | année |
| --------------------------------- | ---- | ---- | ---- | ----- | ---- | ---- | ---- | ---- | ---- | ---- | ---- | ---- | ----- |
| Température minimale moyenne (°C) | −0,4 | 1,2  | 4,8  | 8,5   | 13,2 | 17,1 | 19,9 | 18,8 | 14,1 | 8,8  | 3,8  | 0,5  | 9,2   |
| Température moyenne (°C)          | 5,3  | 7,7  | 11,8 | 16,2  | 22,5 | 27,7 | 29,8 | 28,7 | 24,5 | 18,4 | 11,7 | 6,8  | 17,6  |
| Température maximale moyenne (°C) | 12,1 | 14,7 | 18,9 | 23,8  | 30,6 | 36,1 | 37,8 | 37   | 33,7 | 27,8 | 20,5 | 14,4 | 25,6  |
| Précipitations (mm)               | 79,8 | 49,8 | 48,4 | 36    | 6,6  | 0,2  | 1    | 0,1  | 0    | 5,2  | 20,7 | 63,2 | 305,6 |